# Sahelanthropus tchadensis
Sahelanthropus tchadensis (Brunet et al., 2002) è una specie estinta di ominide vissuta in Africa tra 7,2 e 6,8 milioni di anni fa, considerata tra le prime con caratteristiche che anticipano l'essere umano.

## Scoperta

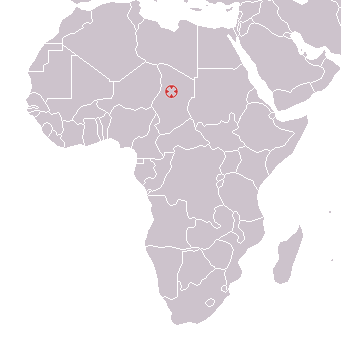
Localizzazione del ritrovamento

Il 19 luglio 2001 lo studente ciaddiano Ahounta Djimdoumalbaye, membro di una squadra di ricerca franco-ciaddiana guidata dal geografo francese Alain Beauvilain, trovò un cranio fossile, repertato come TM 266 1, attribuito ad una nuova specie di ominide, nel sito archeologico di Toros-Menalla, nel deserto del Djurab nel Ciad. In totale, la squadra trovò sei fossili di questa nuova specie, appartenenti ad almeno sei individui. Queste sono le prime scoperte di questo tipo in Africa centrale.
L'anno successivo la rivista scientifica Nature presentò ufficialmente il fossile a cui viene dato il nome Sahelanthropus tchadensis: sia il nome del genere che della specie sono unici, perché unici sono i tratti del teschio e della mandibola. Ma subito le autorità del Ciad battezzano l'ominide Toumaï, che in lingua Goran significa "speranza di vita" e di solito la parola viene usata per indicare i bambini nati prima della stagione delle piogge

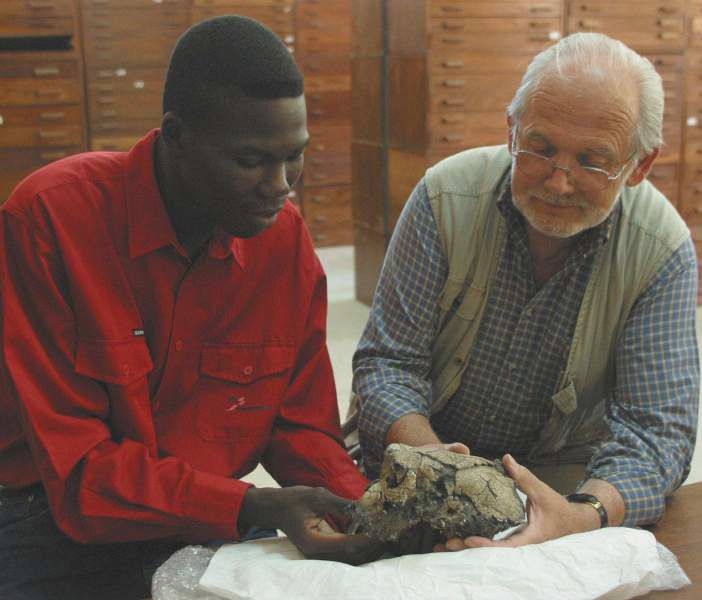
Ahounta Djimdoumalbaye, lo scopritore, e il paleoantroplogo Michel Brunet

## Reperti
Nel 2002 furono formalmente descritti i seguenti reperti fossili (sei) ritrovati l'anno prima; un cranio quasi completo ma fortemente deformato, un frammento della linea mediana della mascella con le cavità dei denti per un incisivo e un canino, una mascella destra con l'ultimo premolare fino all'ultimo molare, un terzo molare destro, un primo incisivo destro, e un canino destro
Nel sito nel 2001 furono ritrovati anche diversi fossili animali, principalmente attribuiti a bovidi.
Nel 2004 la studentessa dell'Università di Poitiers Aude Bergeret, tra i reperti inviati dal Ciad in Francia per essere studiati, ritrovò un osso lungo (266-01-063), che riconobbe con non animale; ne ebbe conferma dal professore Roberto Macchiarelli, alla cui analisi l'aveva sottoposto, che lo riconobbe come un femore sinistro. La circostanza diede luogo ad una ultradecennale controversia tra il prof. Macchiarelli e il prof. Brunet, in considerazione dell'importanza del reperto per confermare o confutare l'ipotesi del bipedismo dell'ominide.
Nel 2005 furono presentati altre tre reperti attribuiti alla stessa specie, rinvenuti in tre diversi siti; un terzo premolare trovato nel 2001 nello stesso sito TM 266, un frammento della mandibola destra trovato nel 2001 nel sito TM 247, e un frammento di mandibola ritrovato nel 2002 nel sito TM 247
Uno studio del 2022 ha riportato che nel 2001 furono scoperti, oltre al femore sinistro, anche un'ulna destra (TM 266-01-358) e un'ulna sinistra (TM 266-01-050), ma che furono esclusi dagli studi sul Sahelanthropus, perché non potevano essere associati in modo affidabile al cranio.

Il cranio ripreso da diverse angolazioni

## Datazione
Inizialmente i resti ritrovati furono datati fra i 7 ed i 6 milioni di anni fa, e quindi si trovano agli albori della linea evolutiva che avrebbe portato all'uomo moderno, come i resti di Ardipithecus kadabba ed Orrorin tugenensis.
I fossili erano stati datati sulla base dei sedimenti in cui erano stati ritrovati; inizialmente con il metodo della biostratigrafia, che li aveva posti in un periodo compreso tra 7 e 6 milioni di anni fa, e successivamente, nel 2008, con il metodo di datazione radiometrica, che li aveva datati a un periodo compreso tra 7,2 e 6,8 milioni di anni fa.
Queste conclusioni furono contestate, sulla considerazione che le particolari circostanze del ritrovamento non potevano garantire un diretto e certo collegamento tra i reperti e i sedimenti indagati. Inoltre il cranio non presentava le caratteristiche formazioni dovute alla cementazione dei fossili, presenti sugli altri reperti.
Questa circostanza fu spiegata ipotizzando che, nel 2001 l'ominide fu ritrovato, non nelle origali condizioni che ne avevano reso possibile la fossillizzazione, ma in quelle dovute alla sua sepoltura in un'epoca relativamente recente, perché erroneamente ritenuti resti umani. Sulla base dell'orientamento dei fossili nella direzione de La Mecca, l'ipotesi è che la sua sepoltura sia avvenuta dopo l'XI secolo, ovvero in un'epoca compatibile con l'islamizzazione delle popolazione nomadi che frequentavano il sito.

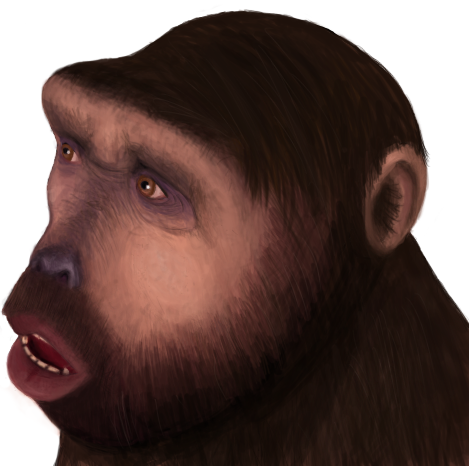
Ricostruzione di Sahelanthropus tchadensis

## Tassonomia
Nel descrivere il fossile ritrovato nel 2002, i denti canini ridotti e la posizione avanzata del foro occipitale, in combinazione con caratteristiche arcaiche, furono interpretati come appartenenti a una specie della linea umana (la sottotribù Hominina) vicina all'ultimo antenato comune tra uomo e scimpanzé (in inglese: chimpanzee—human last common ancestor, CHLCA), indicando Sahelanthropus come il più antico Hominina e spostando il centro di origine del clade lontano dall'Africa orientale. Lo studio ha anche suggerito che il Sahelanthropus potrebbe essere un gruppo gemello dell'Ardipithecus, vecchio di 5,5-4,5 milioni di anni.
La classificazione del Sahelanthropus tra gli Hominina, così come dell'Ardipithecus e dell'Orrorin, risalenti a 6 milioni di anni, era in contrasto con le analisi molecolari dell'epoca, che collocavano il CHLCA tra 6 e 4 milioni di anni fa. Successivi studi del 2012, hanno collocato il CHLCA tra 14 e 7 milioni di anni fa, e successivamente tra 8 a 7 milioni di anni fa, cioè ad un'epoca coerente con la datazione ipotizzata per i Sahelanthropus.
La classificazione del Sahelanthropus tra gli Hominina rimane comunque criticata, anche a seguito della pubblicazione nel 2020 dell'analisi del femore ritrovato successivamente alla data di scoperta dei primi fossili; l'analisi conclude che il femore apparteneva ad un esemplare non abitualmente bipede. La conclusione, se accettata, dimostrerebbe la vicinanza dell'esemplare alle grandi scimmie; tuttavia, uno studio successivo avrebbe portato altre prove a favore della tesi del bipedismo.
Un'ulteriore ipotesi più datata, è che Toumaï non sia affatto un antenato né degli umani né degli scimpanzé, ma piuttosto uno dei primi rappresentanti della stirpe dei Gorillini. Brigitte Senut e Martin Pickford, gli scopritori di Orrorin tugenensis, hanno suggerito che le caratteristiche di S. tchadensis siano coerenti con una femmina di proto-gorilla. Anche se questa affermazione fosse confermata, la scoperta non perderebbe nulla del suo significato, perché attualmente in Africa sono stati trovati pochissimi antenati di scimpanzé e gorilla. Pertanto, se S. tchadensis fosse un parente ancestrale degli scimpanzé o dei gorilla, allora rappresenterebbe il primo membro conosciuto del loro lignaggio.

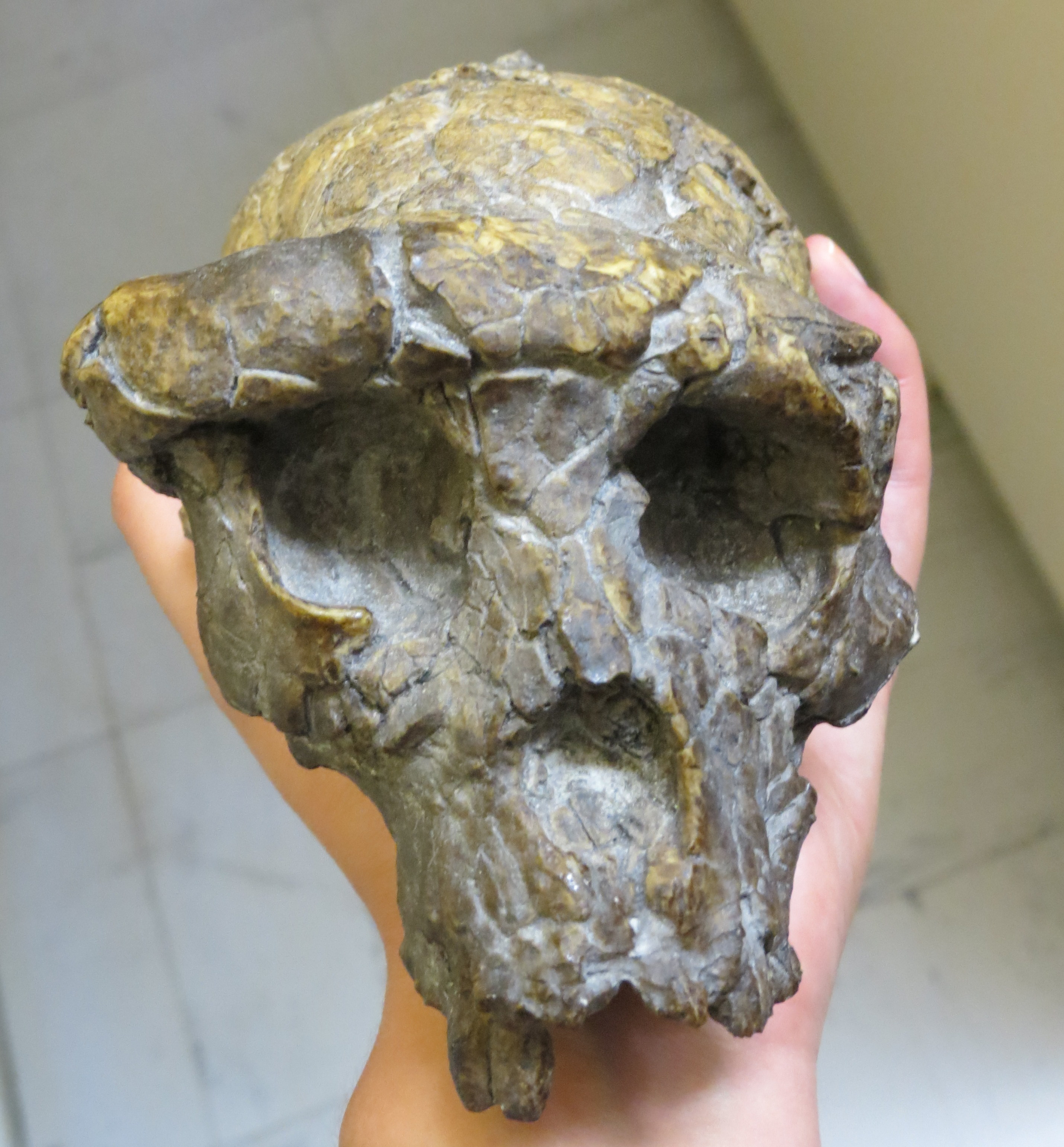
Sahelanthropus tchadensis

## Caratteristiche
"Toumaï" possiede una scatola cranica la cui capacità, tra 340 cm³ e 360 cm³, è molto simile a quella delle scimmie, e ben lontana da quella dell'uomo moderno (circa 1350 cm³); l'arco sopraciliare, la faccia ed i denti sono sensibilmente diversi da quelli dell'Homo sapiens. Nonostante le distorsioni subite dal cranio, è stato possibile ottenere una ricostruzione tridimensionale computerizzata della scoperta. Le misurazioni e i parametri dimensionali del cranio, confrontati con quelli di scimmie contemporanee e di australopitechi successivi, suggerirebbero definitivamente che Toumaï appartenga tassonomicamente agli ominidi.
Lo studio comparato dello scheletro postcraniale, dell'ulna e del femore suggeriscono che Sahelanthropus utilizzasse posture erette durante l'arrampicata, e non condividesse lo schema di movimento con l'ausilio delle nocche usato dagli scimpanzé, dai bonobo o dai gorilla viventi. Le dimensioni del femore e dell'ulna suggeriscono una massa corporea di circa 40-50 kg, paragonabile a quella dei grandi scimpanzé maschi.
Il tipo di usura dei canini è simile a quello di altre scimmie del Miocene. Il canino superiore del cranio presenta un'usura sulla punta, simile all'usura del canino dell'Australopithecus, certamente diversa da quello degli scimpanzé, dei bonobo o di altre grandi scimmie ancora viventi. Uno studio comparato dei molari del Sahelanthropus  con quelli di ominidi del pleistocene, si conclude con la costazione che la dimensione dei molari, definibile come moderata o piccola, è assimilabile a quella  dei ardipithecus ramidus e degli australopithecus afarensis, compatibile quindi con le dimensioni caratteristiche dei molari degli ominidi.